# Tân Nghĩa, Di Linh
Tân Nghĩa là một xã thuộc huyện Di Linh, tỉnh Lâm Đồng, Việt Nam.

## Địa lý
Xã Tân Nghĩa có diện tích 35,58 km², dân số năm 2022 là 8.189 người, mật độ dân số đạt 230 người/km².

## Lịch sử
Ngày 18 tháng 6 năm 1999, Chính phủ ban hành Nghị định số 38/1999/NĐ-CP về việc thành lập xã Tân Nghĩa trên cơ sở 3.470 ha diện tích tự nhiên và 5.923 nhân khẩu của xã Đinh Lạc.